# (29159) 1989 GB
1989 جي بي (ويعرف أيضًا باسم (29159) 1989 جي بي وفق تسمية الكوكب الصغير) (بالإنجليزية: 1989 GB)‏ هو كويكب ضمن حزام الكويكبات؛ وترتيبه 29159 من حيث الاكتشاف.
اكتُشف هذا الجُرم الفلكي بواسطة Kazuro Watanabe ‏ في 2 أبريل 1989.

## وصلات خارجية
- (29159) 1989 GB في قاعدة بيانات مختبر الدفع النفاث لأجرام النظام الشمسي الصغيرة

- الاكتشاف · مخطط المدار ·  العناصر المدارية · المعلمات المادية

- (29159) 1989 GB على موقع ويكي سكاي: DSS2, SDSS, GALEX, IRAS, Hydrogen α, X-Ray, Astrophoto, Sky Map, Articles and images